# Dosarele X
Dosarele X (Titlu original: The X-Files) este un serial de televiziune american, creat de Chris Carter și difuzat între 10 septembrie 1993 și 19 mai 2002 . Serialul a avut 9 sezoane și a îmbinat elemente science-fiction, fantasy, horror și mystery. A fost unul din primele seriale de succes ale retelei americane de televiziune FOX, personajele și motto-ul său („Adevărul este acolo, dincolo de noi” - "The truth is out there ... [beyond us]") intrând în istoria televiziunii.
În serial, agenții FBI Fox Mulder (David Duchovny) și Dana Scully (Gillian Anderson) primesc sarcina de a investiga așa-numitele Dosare X: cazuri nerezolvate care implică prezența unor fenomene paranormale. Mulder crede în existența extratereștrilor și în paranormal, în timp ce Scully este sceptică, ea fiind trimisă inițial de către superiori pentru a încerca să distrugă reputația lui Mulder și metodele sale neconvenționale de lucru. Pe măsură ce serialul a evoluat, ambii agenți au fost prinși într-un conflict mult mai mare, o adevărată "mitologie", după cum a fost numită de către creatori show-ului. Relația dintre personaje a rămas destul de ambiguă, deși fanii au considerat că este mai mult una romantică decât platonică. Episoadele serialului au variat de la horror la comedie, Mulder și Scully investigând cazuri bizare,dar care nu au avut implicații asupra poveștii de ansamblu.
Popularitatea serialului a atins apogeul la finele anilor 1990 ducând la apariția unor filme pentru marele ecran în anul 1998 și în 2008. În ultimele două sezoane, Gillian Anderson a devenit protagonista principală, Duchovny apărând foarte rar. Au fost introduse alte două personaje: agenții FBI John Dogget (Robert Patrick) și Monica Reyes (Annabeth Gish). La vremea difuzării ultimului episod, Dosarele X era cel mai longeviv serial science-fiction din istoria televiziunii americane, titlu pe care l-a pierdut ulterior în favoarea serialului Stargate SG-1. În anul 2007, revista Time l-a inclus în lista "Celor mai bune 100 de seriale din istoria televiziunii".

## Vezi și
- Dosarele X (miniserial TV)
- Millennium (serial TV)